# Front Mission 2
Front Mission 2 (フロントミッション セカンド) est un jeu vidéo de type tactical RPG développé par G-Craft et édité par Squaresoft, sorti en 1997 sur PlayStation.

## Accueil
- Video Games : 4/4[1]